# Oscar Moore
Pour les articles homonymes, voir Moore.
Oscar Frederic Moore, né le 25 décembre 1916 à Austin (Texas), mort le 8 octobre 1981 à Las Vegas (Nevada), est un guitariste de jazz américain, surtout connu pour sa collaboration avec Nat King Cole.

## Carrière
Oscar Moore et son frère aîné Johnny grandissent au Texas, puis à Phoenix, Arizona, où ils reçoivent des cours de guitare particuliers. Johnny se spécialise dans le rhythm and blues, tandis qu'Oscar se tourne vers le jazz, influencé surtout par le jeu de Charlie Christian. En 1937 il est engagé dans le Nat King Cole trio et y joue pendant dix années. En 1948 il se fixe à Los Angeles et rejoint le groupe de son frère The Three Blazers. Il enregistre beaucoup, notamment avec Lionel Hampton (Jack the Bellboy 1940), Art Tatum (Stompin' at the Savoy 1941), Benny Carter (You Can Depend On Me 1945), Coleman Hawkins (Riffmarole 1945), et remporte au milieu des années 1940 de nombreux référendums de revues de jazz (Downbeat, Metronome magazine et Esquire).

## Discographie sélective
Comme membre du Nat King Cole Trio
- The Complete Capitol Recordings of the Nat King Cole Trio (Mosaic, 1991)
- Nat King Cole and the King Cole Trio (1938–1940) (Savoy Jazz, 1989)
- The Complete Early Transcriptions of the King Cole Trio: 1938–1941 (Vintage Jazz Classic, 1991)
- The King Cole Trio: The MacGregor Years, 1941–1945 (Music & Arts, 1995)
- King Cole Trio: Transcriptions (1946–1950) (Blue Note/EMI, 2005)

Comme membre du Johnny Moore's Three Blazers
- Charles Brown – The Chronological Charles Brown 1947–1948 (Classics, 2001)
- Johnny Moore's Three Blazers Featuring Oscar Moore – Los Angeles Blues: Complete RCA Recordings 1949–1950 (Westside, 1998)
- Floyd Dixon – His Complete Aladdin Recordings (Capitol/EMI 1996)

### En tant que leader

#### Singles
- 1950: Oscar Moore's Rhythm Aces: Slow Train Thru Arkansas // You're Getting Tired (Columbia 30207)
- 1954: Oscar Moore's Combo (vocal by Frank Ervin): Hot Rod // Bed Time (Blaze 103)
- 1955: Dru Pegee with the Oscar Moore Trio: Why Did You Leave Me // Till The Sun Stops Shining (Blend 1001)

#### Albums
- 1954: Oscar Moore Trio (AKA Galivantin' Guitar) (Skylark Records SKLP-19 [10" LP]; Tampa Records TP-22 [12" LP] reissue) - avec Carl Perkins
- 1955: Oscar Moore Quartet (AKA The Fabulous Oscar Moore Guitar)
- 1955: Swing Guitars (Norgran Records MGN-1033 [12" LP]; Verve Records MGV-8124 [12" LP] reissue)
- 1957: Presenting Oscar Moore (Omega Records/Omegatape ST-7012 [issued on reel-to-reel tape only])
- 1957: Have You Met Inez Jones (Riverside Records RLP-12 819 [12" LP])
- 1965: We'll Remember You, Nat (Surrey Records SS-1013 [12" LP])

### En tant que sideman
Avec Lionel Hampton
- The Chronological Lionel Hampton & His Orchestra 1939-1940 (Classics #562, 1996) CD
- The Chronological Lionel Hampton & His Orchestra 1940-1941 (Classics #624, 1996) CD

Avec Art Tatum
- The Chronological Art Tatum 1940-1944 (Classics #800, 1996) CD

Avec The Capitol International Jazzmen
- The Chronological Nat King Cole 1944-1945 (Classics #861, 1996) CD

Avec Anita O'Day
- The Complete Recordings 1949-1950	(Baldwin Street Music #BJH-302, 1998)

Avec Lester Young
- The Lester Young–Buddy Rich Trio With Nat King Cole (American Jazz Classics #AJC-144546, 2014) CD

Avec Benny Carter
- A Jumpin' Jubilee: The Jam Sessions 1945-1946 (Storyville #2054, 2002) CD

Avec Ray Charles
- The Complete Swing Time And Down Beat Recordings 1949-1952 (Night Train International #2001, 1997) 2CD

Avec Illinois Jacquet
- The Chronological Illinois Jacquet 1951-1952 (Classics #1376, 2004) CD